# Stati Uniti d'America ai Giochi della XVII Olimpiade
Gli Stati Uniti d'America parteciparono ai Giochi della XVII Olimpiade che si sono svolti a Roma dal 25 agosto all'11 settembre 1960, con una delegazione di 292 atleti impegnati in diciassette discipline. Portabandiera alla cerimonia di apertura fu il decatleta Rafer Johnson, già medaglia d'argento a Melbourne 1956.
La squadra conquistò complessivamente 71 medaglie: 34 d'oro, 21 d'argento e 16 di bronzo, che le valsero il secondo posto nel medagliere complessivo dietro all'Unione Sovietica. Gli Stati Uniti conclusero al primo posto nei medaglieri parziali di atletica leggera, nuoto e tuffi. Vinsero inoltre, secondo consuetudine, il torneo di pallacanestro. A livello individuale vanno segnalate le prestazioni della ventenne Wilma Rudolph, dominatrice delle gare di velocità nell'atletica leggera con l'oro nei 100, 200 e staffetta 4×100 metri, e della sedicenne Chris von Saltza, vincitrice di un oro e un argento individuali nel nuoto e di altre due medaglie d'oro con le staffette.

## Medagliere

### Per discipline
| Sport              | Oro | Argento | Bronzo | Totale |
| ------------------ | --- | ------- | ------ | ------ |
| Atletica leggera   | 12  | 8       | 6      | 26     |
| Nuoto              | 9   | 3       | 3      | 15     |
| Pugilato           | 3   | 0       | 1      | 4      |
| Lotta libera       | 3   | 0       | 0      | 3      |
| Tuffi              | 2   | 4       | 0      | 6      |
| Sollevamento pesi  | 1   | 4       | 1      | 6      |
| Tiro               | 1   | 1       | 0      | 2      |
| Canottaggio        | 1   | 0       | 1      | 2      |
| Vela               | 1   | 0       | 1      | 2      |
| Pallacanestro      | 1   | 0       | 0      | 1      |
| Equitazione        | 0   | 1       | 0      | 1      |
| Pentathlon moderno | 0   | 0       | 2      | 2      |
| Scherma            | 0   | 0       | 1      | 1      |
| Totale             | 34  | 21      | 16     | 71     |

### Medaglie
| Medaglia | Atleta                                                     | Sport              | Evento                                       |
| -------- | ---------------------------------------------------------- | ------------------ | -------------------------------------------- |
| Oro      | Otis Davis                                                 | Atletica leggera   | 400 metri piani                              |
| Oro      | Lee Calhoun                                                | Atletica leggera   | 110 metri ostacoli                           |
| Oro      | Glenn Davis                                                | Atletica leggera   | 400 metri ostacoli                           |
| Oro      | John Lloyd Yerman Earl Young Glenn Davis Otis Davis        | Atletica leggera   | Staffetta 4×400 metri                        |
| Oro      | Donald Bragg                                               | Atletica leggera   | Salto con l'asta                             |
| Oro      | Ralph Boston                                               | Atletica leggera   | Salto in lungo maschile                      |
| Oro      | Bill Nieder                                                | Atletica leggera   | Getto del peso maschile                      |
| Oro      | Alfred Oerter                                              | Atletica leggera   | Lancio del disco maschile                    |
| Oro      | Rafer Johnson                                              | Atletica leggera   | Decathlon                                    |
| Oro      | Wilma Rudolph                                              | Atletica leggera   | 100 metri piani femminili                    |
| Oro      | Wilma Rudolph                                              | Atletica leggera   | 200 metri piani femminili                    |
| Oro      | Martha Hudson Lucinda Williams Barbara Jones Wilma Rudolph | Atletica leggera   | Staffetta 4×100 metri femminile              |
| Oro      | Arthur Ayrault Theodore Nash John Sayre Richard Wailes     | Canottaggio        | Quattro senza maschile                       |
| Oro      | Terrence McCann                                            | Lotta libera       | Pesi gallo                                   |
| Oro      | Shelby Wilson                                              | Lotta libera       | Pesi leggeri                                 |
| Oro      | Douglas Blubaugh                                           | Lotta libera       | Pesi welter                                  |
| Oro      | Bill Mulliken                                              | Nuoto              | 200 metri rana maschili                      |
| Oro      | Mike Troy                                                  | Nuoto              | 200 metri farfalla maschili                  |
| Oro      | George Harrison Richard Blick Michael Troy Jeff Farrell    | Nuoto              | Staffetta 4x200 metri stile libero maschile  |
| Oro      | Frank McKinney Paul Hait Lance Larson Jeff Farrell         | Nuoto              | Staffetta 4x100 metri misti maschile         |
| Oro      | Chris von Saltza                                           | Nuoto              | 400 metri stile libero femminili             |
| Oro      | Lynn Burke                                                 | Nuoto              | 100 metri dorso femminili                    |
| Oro      | Carolyn Schuler                                            | Nuoto              | 100 metri farfalla femminili                 |
| Oro      | Joan Spillane Shirley Stobs Carolyn Wood Chris von Saltza  | Nuoto              | Staffetta 4x100 metri stile libero femminile |
| Oro      | Lynn Burke Patty Kempner Carolyn Schuler Chris von Saltza  | Nuoto              | Staffetta 4x100 metri misti femminile        |
| Oro      | Stati Uniti                                                | Pallacanestro      | Torneo maschile                              |
| Oro      | Wilbert McClure                                            | Pugilato           | Pesi superwelter                             |
| Oro      | Eddie Crook                                                | Pugilato           | Pesi medi                                    |
| Oro      | Cassius Clay                                               | Pugilato           | Pesi mediomassimi                            |
| Oro      | Chuck Vinci                                                | Sollevamento pesi  | Pesi gallo                                   |
| Oro      | William McMillan                                           | Tiro               | Pistola 25 metri                             |
| Oro      | Gary Tobian                                                | Tuffi              | Trampolino 3 metri maschile                  |
| Oro      | Robert Webster                                             | Tuffi              | Piattaforma 10 metri maschile                |
| Oro      | George O'Day James Hunt David Smith                        | Vela               | 5,5 metri                                    |
| Argento  | David Sime                                                 | Atletica leggera   | 100 metri piani maschili                     |
| Argento  | Lester Carney                                              | Atletica leggera   | 200 metri piani maschili                     |
| Argento  | Willie May                                                 | Atletica leggera   | 110 metri ostacoli                           |
| Argento  | Clifton Cushman                                            | Atletica leggera   | 400 metri ostacoli                           |
| Argento  | Ronald Morris                                              | Atletica leggera   | Salto con l'asta                             |
| Argento  | Irvin Roberson                                             | Atletica leggera   | Salto in lungo maschile                      |
| Argento  | Parry O'Brien                                              | Atletica leggera   | Getto del peso maschile                      |
| Argento  | Rink Babka                                                 | Atletica leggera   | Lancio del disco maschile                    |
| Argento  | Frank Chapot William Steinkraus George Morris              | Equitazione        | Salto ostacoli a squadre                     |
| Argento  | Lance Larson                                               | Nuoto              | 100 metri stile libero maschili              |
| Argento  | Frank McKinney                                             | Nuoto              | 100 metri dorso maschili                     |
| Argento  | Chris von Saltza                                           | Nuoto              | 100 metri stile libero femminili             |
| Argento  | Isaac Berger                                               | Sollevamento pesi  | Pesi piuma                                   |
| Argento  | Tommy Kono                                                 | Sollevamento pesi  | Pesi medi                                    |
| Argento  | Jim George                                                 | Sollevamento pesi  | Pesi massimi-leggeri                         |
| Argento  | Jim Bradford                                               | Sollevamento pesi  | Pesi massimi                                 |
| Argento  | James Enoch Hill                                           | Tiro               | Carabina 50 metri a terra                    |
| Argento  | Samuel Hall                                                | Tuffi              | Trampolino 3 metri maschile                  |
| Argento  | Gary Tobian                                                | Tuffi              | Piattaforma 10 metri maschile                |
| Argento  | Paula Myers-Pope                                           | Tuffi              | Trampolino 3 metri femminile                 |
| Argento  | Paula Myers-Pope                                           | Tuffi              | Piattaforma 10 metri femminile               |
| Bronzo   | Hayes Jones                                                | Atletica leggera   | 110 metri ostacoli                           |
| Bronzo   | Richard Wayne Howard                                       | Atletica leggera   | 400 metri ostacoli                           |
| Bronzo   | John Curtis Thomas                                         | Atletica leggera   | Salto in alto maschile                       |
| Bronzo   | Dallas Long                                                | Atletica leggera   | Getto del peso maschile                      |
| Bronzo   | Dick Cochran                                               | Atletica leggera   | Lancio del disco maschile                    |
| Bronzo   | Earlene Brown                                              | Atletica leggera   | Getto del peso femminile                     |
| Bronzo   | Richard Draeger Conn Findlay Tim. Kent Mitchell            | Canottaggio        | Due con maschile                             |
| Bronzo   | George Breen                                               | Nuoto              | 1500 metri stile libero maschili             |
| Bronzo   | Robert Bennett                                             | Nuoto              | 100 metri dorso maschili                     |
| Bronzo   | Dave Gillanders                                            | Nuoto              | 200 metri farfalla maschili                  |
| Bronzo   | Robert Beck                                                | Pentathlon moderno | Gara individuale                             |
| Bronzo   | Robert Beck Jack Daniels George Lambert                    | Pentathlon moderno | Gara a squadre                               |
| Bronzo   | Quincey Daniels                                            | Pugilato           | Pesi superleggeri                            |
| Bronzo   | Albert Axelrod                                             | Scherma            | Fioretto individuale maschile                |
| Bronzo   | Norb Schemansky                                            | Sollevamento pesi  | Pesi massimi                                 |
| Bronzo   | William Parks Robert Halperin                              | Vela               | Star                                         |

## Risultati

### Pallacanestro
| Atleta | Classifica |
| --- | ---------- |
| V · D · M Nazionale statunitense - Pallacanestro ai Giochi della XVII Olimpiade 3 West · 4 Bellamy · 5 Boozer · 6 Dischinger · 7 Haldorson · 8 Imhoff · 9 Kelley · 10 Lane · 11 Lucas · 12 Smith · 13 Arnette · 14 Robertson · All. Pete Newell | Oro        |
| Nazionale statunitense - Pallacanestro ai Giochi della XVII Olimpiade |            |
| 3 West · 4 Bellamy · 5 Boozer · 6 Dischinger · 7 Haldorson · 8 Imhoff · 9 Kelley · 10 Lane · 11 Lucas · 12 Smith · 13 Arnette · 14 Robertson · All. Pete Newell                                                                                 |            |

### Pallanuoto
| Atleta | Classifica                                                                                           |                        |
| --- | --- | ---------------------- |
| V · D · M Nazionale maschile statunitense di pallanuoto · Giochi olimpici - Roma 1960 Horn · Burns · Severa · Crawford · Tisue · Wolf · Volmer · Hall · Bittick · McIlroy · Kelsey · CT : - | 7°                                                                                                   |                        |
| Nazionale maschile statunitense di pallanuoto · Giochi olimpici - Roma 1960 | |                        |
| Horn · Burns · Severa · Crawford · Tisue · Wolf · Volmer · Hall · Bittick · McIlroy · Kelsey · CT: -                                                                                        | Horn · Burns · Severa · Crawford · Tisue · Wolf · Volmer · Hall · Bittick · McIlroy · Kelsey · CT: - | Stati Uniti (bandiera) |